# 土耳其—美国关系
美国与土耳其之间的关系可追溯到1947年实行的、旨在加强土耳其经济及军事自立的杜鲁门主义。多年来，美土两国通过密切的双边外交关系以及作为北约盟国中的两支最大军队之间的伙伴关系，使这一目标从冷战时期一直发展至今，互有交鋒。
2003年，由于土耳其议会决定拒绝让美国为首的盟军把土耳其作为进入邻国伊拉克的基地，美土关系出现紧张，但是两国政府后来发起2006年共同未来与系统化对话，为加强战略合作建立了框架。該國的外交政策逐漸重新定位，尋求與俄羅斯等其他大國建立夥伴關係。2009年，在奥巴马宣布将分期从伊拉克撤出作战部队后，土耳其表示愿意为美国军事设备提供过境便利。同时有媒体报道，土耳其有可能成为伊朗恢复与美国关系的斡旋国。
皮尤研究中心進行的2017年調查顯示，79％的土耳其人對美國持否定態度，只有18％的人持肯定態度。同樣的研究還表明，只有11％的土耳其人對現任美國領導人川普總統有信心，82％對他沒有信心。

## 戰略夥伴關係
戰略夥伴關係是兩國特別密切的經濟和軍事關係的特徵。自1952年以來，它一直專門用於關係。美國也積極支持土耳其加入歐盟的會員資格，經常通過其在歐盟首都城市的外交使團代表安卡拉進行遊說。

## 歷史

### 奥斯曼帝国和美国关系
现今土耳其的前身奥斯曼帝国在1831年与美国建交，直到1917年因第一次世界大战断交为止。

### 1923年之后的土美关系
1952年，土耳其海峽危機促使土耳其加入北約以獲得來自美國的保護來應對蘇聯的軍事威脅。兩國在冷戰期間雖然是伙伴，但在部分國際事件上曾經產生摩擦，例如1974年土耳其佔領北賽普勒斯，以及美國支持希臘的問題上，兩者曾發生外交衝突。
2011年叙利亚爆發內戰後，由於美國支援敘利亞庫爾德族民主联盟党武裝力量對抗伊斯兰国，引致美土關係惡化。土耳其政府認為民主聯盟黨屬於库尔德工人党分支，視之為恐怖組織。2016年土耳其政變後，土耳其政府指控流亡美國的土耳其教士法图拉·居连是政變幕後黑手，要求美國把居連遣返土耳其，美國政府則要求土耳其提供實質證據，否則不會遣返居連。2017年3月初，美國派遣少量美軍進駐敘利亞北部曼比季，阻止土耳其攻擊當地的敘利亞民主力量部隊。
2018年8月14日，白宫发言人桑德斯表示总统特朗普对于被土耳其关押的美国牧师安德鲁·布伦森以及其他美国公民和外交机构雇员仍然没有获释“感到非常厌烦”。特朗普政府的一些官员表示正在积极考虑对土耳其实行进一步制裁。埃尔多安同日指责华盛顿对土耳其發动「经济战」，並提出抵制美国电子产品。
2020年12月14日，由於土耳其購買俄羅斯武器S-400，美国宣布对負責采购S-400的土耳其国防工业局（SSB）實施制裁。
2021年4月24日，美國總統喬·拜登在亞美尼亞大屠殺紀念日發出聲明，紀念在奧斯曼年代亚美尼亚种族灭绝的死難者，聲明提及由1915年4月24日開始，有150萬亞美尼亞人「在滅絕行動中被驅逐、屠殺，或在押送時死亡」。這是首次有美國總統在聲明中正式承認奧斯曼帝國對亞美尼亞人的屠殺是种族灭绝。
在2021年6月美土兩國總統於北約峰會會面後，美國官員表示土耳其同意在保證阿富汗首都喀布爾哈米德·卡尔扎伊国际机场安全上擔當領導角色。

## 經貿關係
2017年美国与土耳其的貨物和服務贸易总额为240亿美元，美国贸易顺差为15亿美元；2018年的双边貨物贸易额为205亿美元，其中土耳其对美出口占103亿美元。

## 訪問

### 列表
| 訪客                      | 主辦方                  | 地點                  | 日期              |
| ------------------------- | ----------------------- | --------------------- | ----------------- |
| 總統 德懷特·艾森豪        | 總統 傑拉勒·拜亞爾      | Çankaya Köşkü, Ankara | 1959年12月7日     |
| 總理 伊斯麦特·伊诺努      | 總統 约翰逊             | 華盛頓白宮            | 1964年6月22－23日 |
| 總理 比伦特·埃杰维特      | 總統 卡特               | 華盛頓白宮            | 1978年5月31日     |
| 總統 老布什               | 總統 Turgut Özal        | 安卡拉和伊斯坦堡      | 1991年7月20－22日 |
| 總理 Bülent Ecevit        | 總統 克林顿             | 華盛頓白宮            | 1999年9月27日     |
| 總統 克林顿               | 總統 Süleyman Demirel   | Çankaya Köşkü, Ankara | 1999年11月15日    |
| 總統 Ahmet Necdet Sezer   | 總統 Bill Clinton       | 華盛頓白宮            | 2000年9月4日      |
| 總統 小布什               | 總統 Ahmet Necdet Sezer | 安卡拉和伊斯坦堡      | 2004年6月27－30日 |
| 總統 奥巴马               | 總統 Abdullah Gül       | 安卡拉和伊斯坦堡      | 2009年4月6－7日   |
| 總理 Recep Tayyip Erdoğan | 總統 奥巴马             | 華盛頓白宮            | 2013年5月16日     |
| 總統 Recep Tayyip Erdoğan | 總統 特朗普             | 華盛頓白宮            | 2017年5月16日     |

## 延伸閱讀
- Barlas, Dilek, and Şuhnaz Yilmaz. "Managing the transition from Pax Britannica to Pax Americana: Turkey’s relations with Britain and the US in a turbulent era (1929–47)." Turkish Studies (2016): 1-25.
- Kubilay Yado Arin: The AKP's Foreign Policy, Turkey's Reorientation from the West to the East? Wissenschaftlicher Verlag Berlin, Berlin 2013. ISBN 9 783865 737199.
- Zeyno Baran (May 11, 2005) “The State of U.S.-Turkey Relations”, United States House Committee on Foreign Affairs, Subcommittee on Europe and Emerging Threats.
- Harris, George Sellers, and Bilge Criss, eds. Studies in Atatürk's Turkey: the American dimension (Brill, 2009).
- James E. Miller; Douglas E. Selvage; Laurie Van Hook (编). .  (PDF). Foreign Relations of the United States, 1969–1976 XXIX. Washington, DC: United States Government Printing Office. 2007: 1036–1132.
- Olson, Robert W., Nurhan Ince, and Nuhan Ince. "Turkish Foreign Policy from 1923-1960: Kemalism and Its Legacy, a Review and a Critique." Oriente Moderno 57.5/6 (1977): 227-241. in JSTOR（页面存档备份，存于）
- Sanberk, Özdem. "The Importance of Trust Building in Foreign Policy, a Case Study: The Trajectory of the Turkish-American Relations." Review of International Law and Politics 12 (2016): 13+
- James E. Miller; Douglas E. Selvage; Laurie Van Hook (编). .  (PDF). Foreign Relations of the United States, 1969–1976 XXX. Washington, DC: United States Government Printing Office. 2007: 650–855.
- Trask, Roger R. The United States response to Turkish nationalism and reform, 1914-1939 (U of Minnesota Press, 1971).
- Uslu, Nasuh. The Cyprus question as an issue of Turkish foreign policy and Turkish-American relations, 1959-2003 (Nova Publishers, 2003).
- Yilmaz, Şuhnaz. Turkish-American Relations, 1800-1952: Between the Stars, Stripes and the Crescent (Routledge, 2015).
- Yilmaz, Şuhnaz. "Challenging the stereotypes: Turkish–American relations in the inter-war era." Middle Eastern Studies 42.2 (2006): 223-237.

## 外部連結
| - 美國駐土耳其大使館官方網站（英文）（土耳其文） - 美國駐伊斯坦堡總領事館官方網站（英文）（土耳其文） - 美國駐阿達納領事館官方網站（英文）（土耳其文） | - 土耳其駐美國大使館官方網站（页面存档备份，存于）（英文）（土耳其文） - 土耳其駐紐約總領事館官方網站（页面存档备份，存于）（英文）（土耳其文） - 土耳其駐洛杉磯總領事館官方網站（页面存档备份，存于）（英文）（土耳其文） - 土耳其駐芝加哥總領事館官方網站（页面存档备份，存于）（英文）（土耳其文） - 土耳其駐休士頓總領事館官方網站（页面存档备份，存于）（英文）（土耳其文） - 土耳其駐波士頓總領事館官方網站（页面存档备份，存于）（英文）（土耳其文） |

 本文全部或部分内容来自美国联邦政府所属的美国之音网站。根据版权条款（英文）和有关美国政府作品版权的相关法律，其官方发布的内容属于公有领域。